# ヴィクトル・フェラズ・マセド
ヴィクトル・フェラズ・マセド（Victor Ferraz Macedo、1988年1月14日 - ）は、ブラジル・パライバ州ジョアンペソア出身のサッカー選手。カンピオナート・ブラジレイロ・セリエA・グレミオFBPA所属。ポジションはディフェンダー、ミッドフィールダー（MF）。「ビクトル・フェーハス」と表記されることもある。